# 9636 Emanuelaspessot
A 9636 Emanuelaspessot (ideiglenes jelöléssel (9636) 1993 YO) a Naprendszer kisbolygóövében található aszteroida. A Farra d'Isonzo fedezte fel 1993. december 17-én.